# イクル
イクル（フランス語: Uccle [ykl]、オランダ語: Ukkel [ˈʏkəl] ( 音声ファイル)）は、ベルギーのブリュッセル首都圏地域にある19の基礎自治体のうちの一つである。ユクル、ユックル、ユッケル、ウックル、ウッケルとも表記される。
緑が多く家賃が高い裕福な地域として知られている。

## 歴史
イクルにある聖ピエール教会は、803年にカール大帝やリエージュ司教が列席し、教皇レオ3世により奉納されたと言い伝えられている。10世紀には何人かの貴族がここに荘園を築き、居住した。現在は Wolvendael と変わっている Woluesdal という名前が初めて現れたのは、1209年である。1467年、ブルゴーニュ公フィリップ3世（善良公）の妃イザベル・ド・ポルテュガルは、イクルにフランシスコ会の女子修道院を作った。後に、イクルはブリュッセルを含む地域の司法上の首都となった。しかしその歴史の初期において、イクルの村は常に田園的であり、林業や農業で生計を立てていた。
18世紀末にフランス革命が起こってから数年後、イクルは近隣の自治体と合併し、独自の首長を持つコミューンとなった。しかし最初の役場ができたのは、オランダ当局の許可が下りた1828年になってからだった。この頃は、ブリュッセルと南部工業地帯を結ぶ2つの主要道に隣接し、経済繁栄と成長の時代だった。1872年から1882年には、新しくより大きい役場が建てられた。銀行家で篤志家のジョルジュ・ブリュグマンは、この世紀の終わり頃に町の都市化に大きく貢献した。20世紀初頭には、ミケル・ファン・ヘルダーが町の名前から d'Uccle と命名された新しいニワトリの飼育を導入した。20世紀初頭には建設が盛んに行われたが、イクルの町は緑の地域を何箇所かそのままの姿で残しておくことに成功し、現在ブリュッセル地域の多くの富豪を惹きつける結果となっている。
フォレやイクセルの外側、フォレ・ド・ソワニュの郊外に位置し、イクルはブリュッセルで最も大きく、最も南にあるコミューンである。19世紀に作られた広い庭付きの大きな一戸建てが、この緑が多く静かな郊外の住宅地を、裕福な国外居住者に人気のあるものにしている。王立天文台の周りのアール・デコ調の地域とフォレ・ド・ソワニュに隣接する地域の2箇所は、特に人気のある地区となっている。

## 主な見所
- イクルの多くは住宅地であるが、ウォルヴァンダル公園（フランス語版）やフェレウィンケルの森などの公園や森が多くある。有名な公園、カンブルの森もすぐ西にある。
- 聖ピエール教会と市役所の周りは、この町で最も古い地区であり、現在は商店やパブが多くある。
- イクルには、ベルギーの国立気象台である王立気象学研究所がある。ベルギーの天気に関するあらゆる情報はイクルで記録される統計に基づく。すぐ隣にはベルギー王立天文台がある。
- ディーヴェーク墓地として知られるイクルの墓地は、1866年のブリュッセルでのコレラの流行を受けて作られた。樹木や古い石が独特でロマンティックな雰囲気を醸している。
- ブローメンウェルフと呼ばれるアール・ヌーヴォー調の別荘は、建築家のアンリ・ヴァン・デ・ヴェルデによって建てられた。

## 著名な居住者

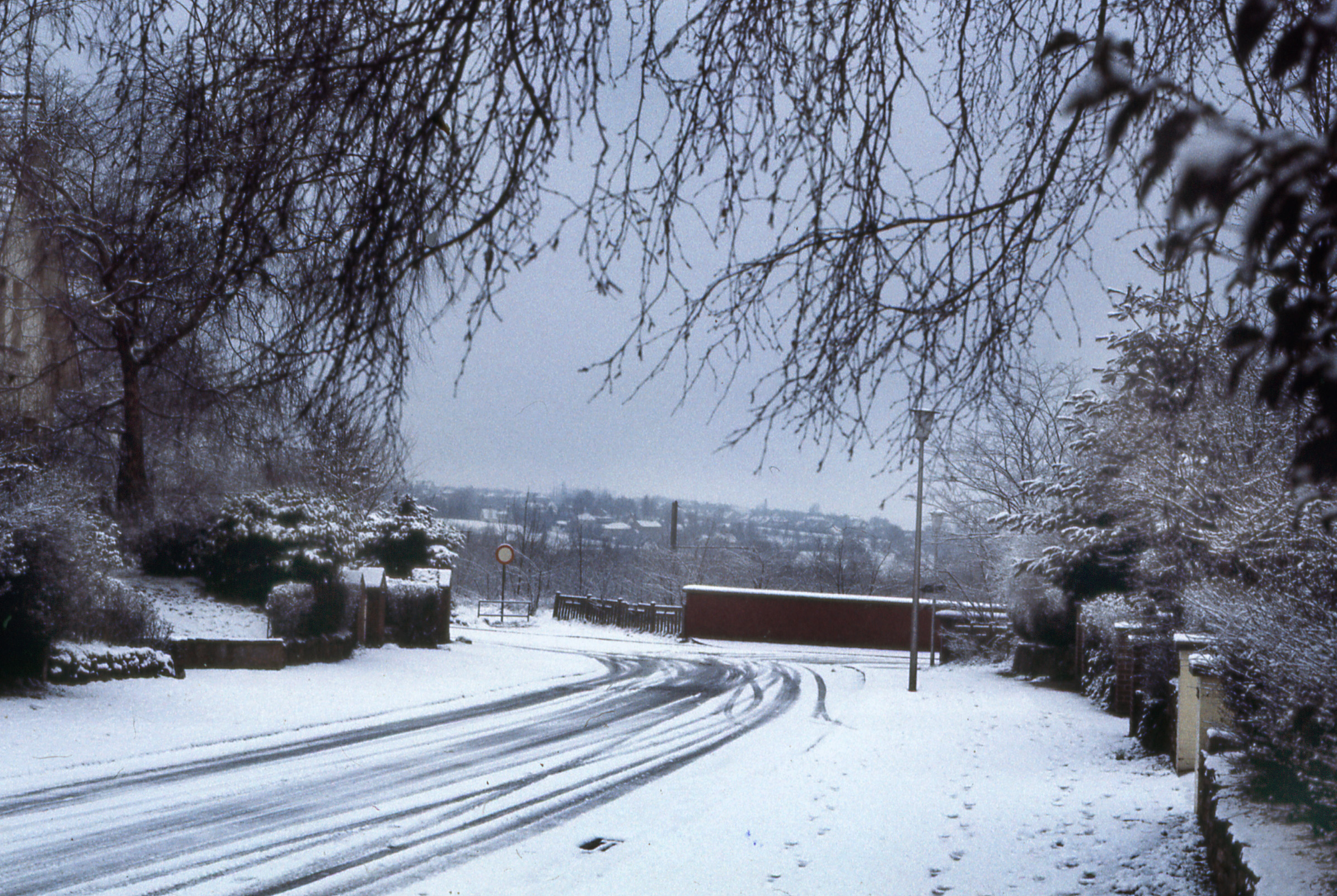
Rue du Kriekenput

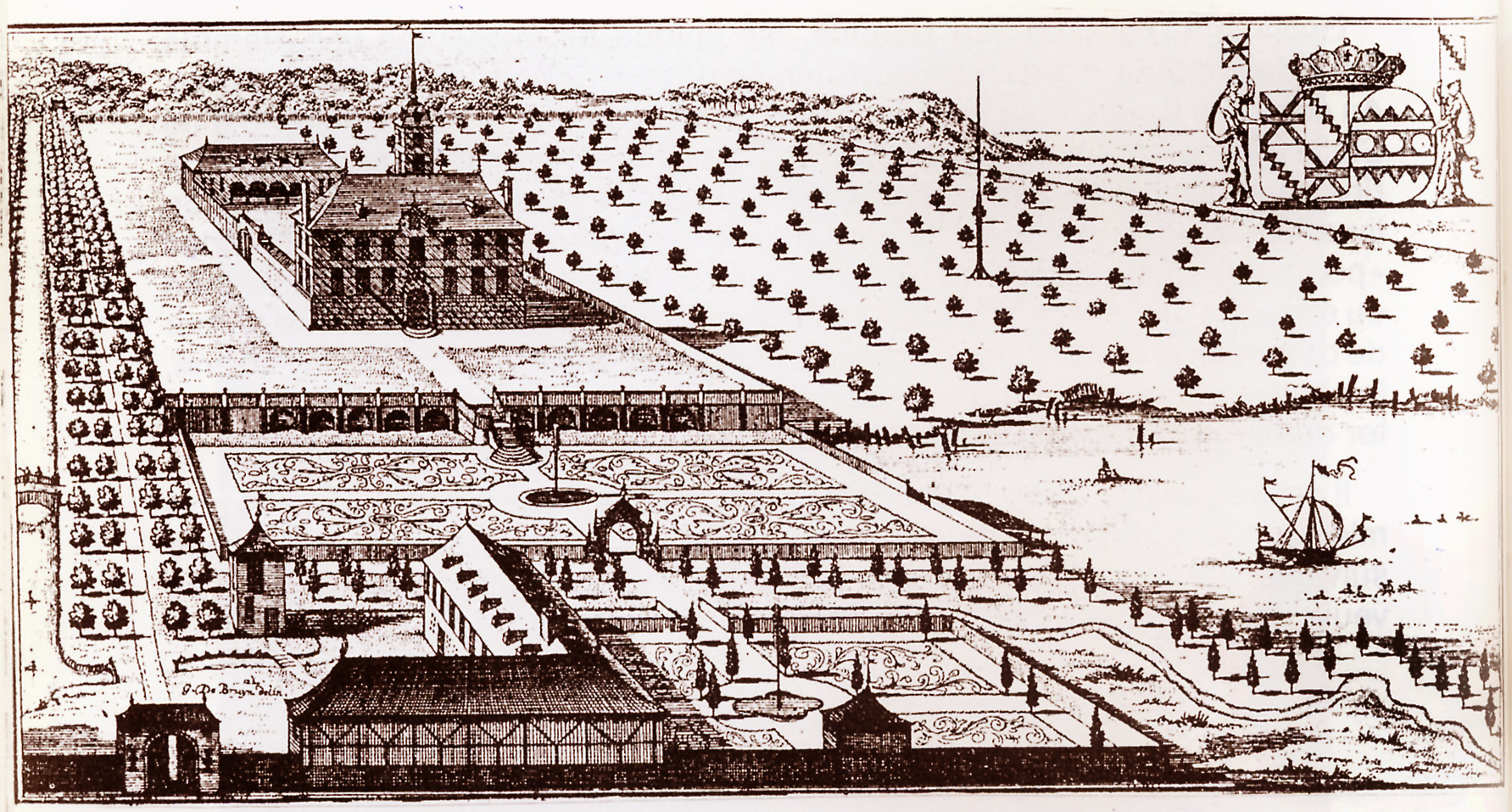
1694年のPaepenkasteel

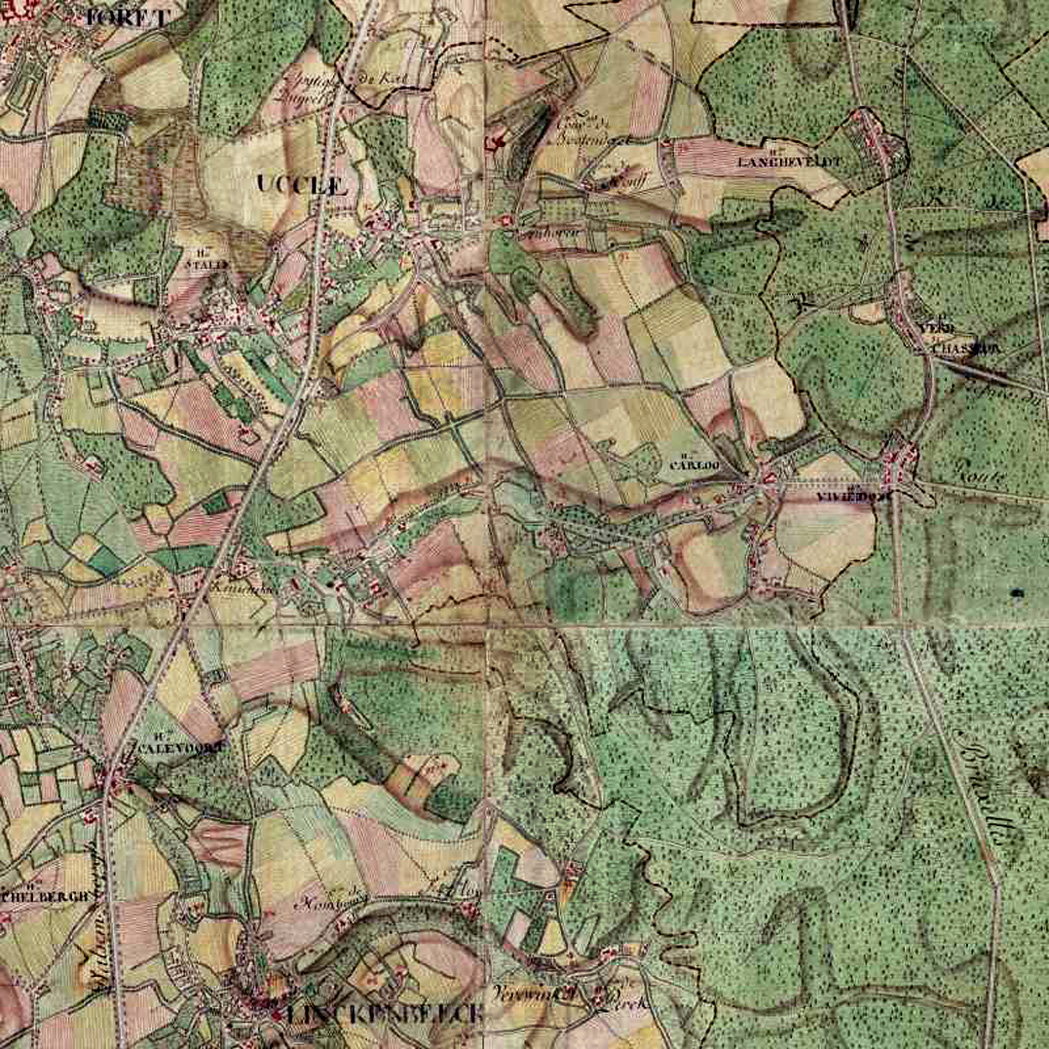
1777年のイクルの地図

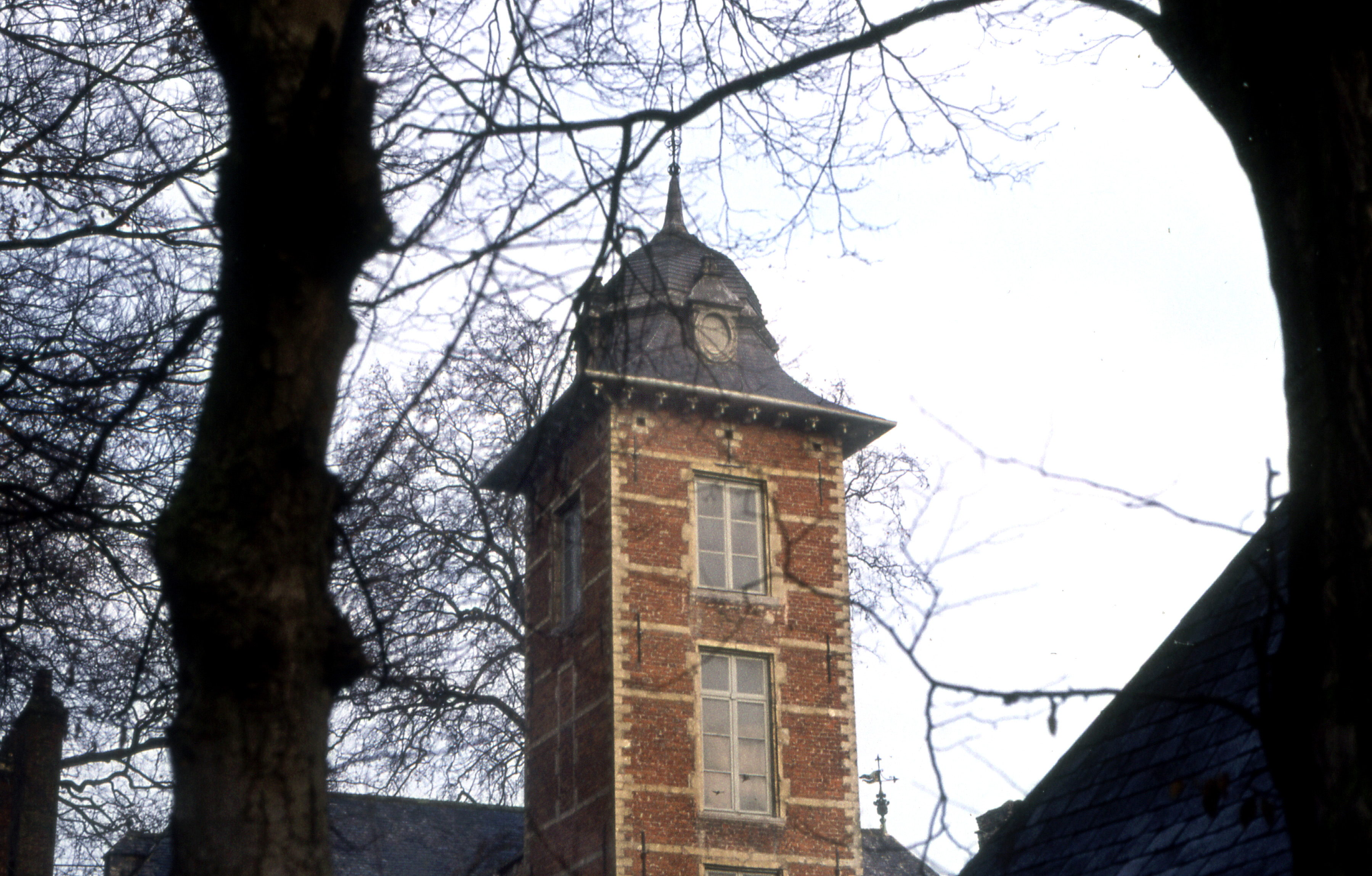
Paepenkasteelの塔

- アンリ・ヴァン・デ・ヴェルデ - 建築家（1863年-1957年）
- マウリッツ・エッシャー - 画家（1898年-1972年）
- エルジェ - 漫画家（1907年-1983年）
- トゥーツ・シールマンス - ハーモニカ奏者（1922年-）
- サルヴァトール・アダモ - 歌手（1943年-）
- ジャコ・ヴァン・ドルマル - 映画監督（1957年-）
- アクセル・メルクス - ロードレース選手（1972年-）
- マティルド・デュデケム・ダコ - ベルギー王妃（1973年-）
- ジュスティーヌ・エナン - 女子テニス選手（1982年-）
- ヴァンサン・コンパニ - サッカー選手（1986年-）
- アリゼ・プリセク - ミス・ベルギー（1987年-）

## 姉妹都市
- フランス、ヌイイ＝シュル＝セーヌ